# Triptichon

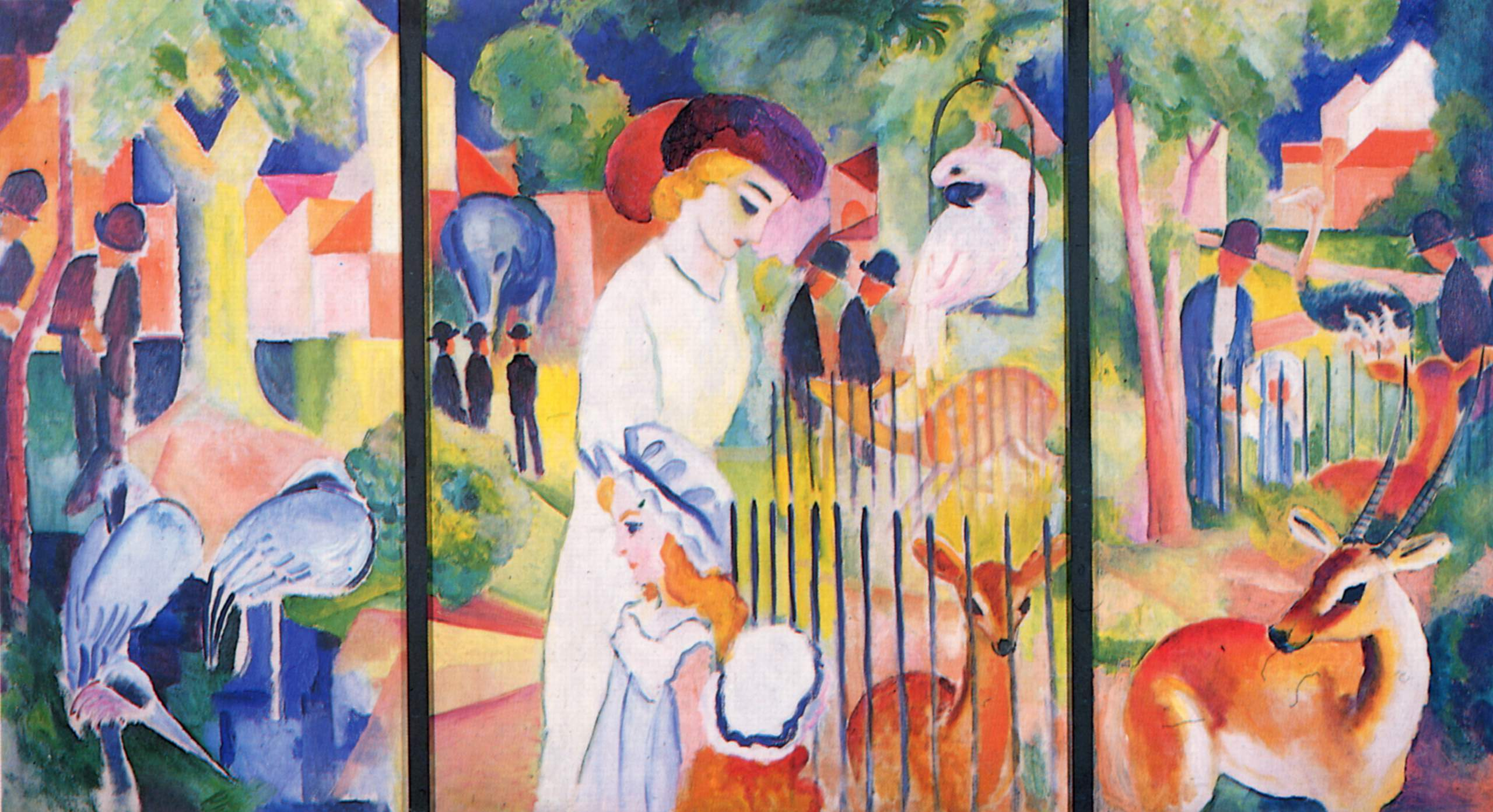
Nyitott triptichon, August Macke alkotása (1913)

Triptichon (görögből átírt, korábbi alakjában: triptychon) három táblából szerkesztett, összecsukható szárnyas oltár (később más építmény is ezt a nevet kapja, például kapu). A paleográfia triptychonnak nevezi a három részből álló, összefűzött viaszos falapokból készített írófelületet.
A megnevezés jelenthet:
1. három részből álló oltárfelépítményt, amelynek középső részéhez oldalt egy-egy szárny csatlakozik
2. egy merev közép- és két oldalsó részből álló festményt
3. elefántcsont-faragású, ötvösművű vagy egyéb díszű háromrészes összecsukható képecskét vagy oltárkát
4. három részre tagolt művet (a legáltalánosabb értelemben)

A háromtáblás szerkezeten kívül a kéttáblás szerkezetet diptichonnak (görög eredetű szó: diptychon), a több szárnyas szerkezetet poliptichonnak (görögös alakjában: poliptychon) nevezik.